# Di chỉ Trinil
Di chỉ Trinil là một di chỉ cổ nhân loại học trên bờ sông Bengawan Solo trong vùng Ngawi, tỉnh Đông Java, Indonesia.
Tại di chỉ này năm 1891 nhà giải phẫu học người Hà Lan Eugène Dubois phát hiện "Hominin sớm", được tìm thấy lần đầu tiên bên ngoài châu Âu, nổi tiếng với tên gọi "Người vượn Java".
Eugène Dubois thu được di cốt gồm một xương chỏm (nắp hộp sọ) và một xương đùi giống như của H. sapiens. Ông miêu tả loài này là Pithecanthropus erectus, lấy từ tiếng Hy Lạp πίθηκος, pithecos = "vượn", và ἄνθρωπος, anthropos = "người".
Mẫu vật người vượn Java của Dubois phát hiện sau này còn có tên là "Pithecanthropus-1" và "Trinil 2", và được xếp vào Homo erectus.